# Claire Phillips
Claire Maybelle Snyder, également connue sous les noms Clara Fuentes, Clara Phillips et Dorothy Fuentes ainsi que sous son nom de code High Pockets, était une espionne, actrice, propriétaire de club et écrivaine américaine née le 2 décembre 1907 dans le Michigan et décédée le 22 mai 1960 à Portland (Oregon).
Principalement connue pour son travail d'espionnage dans les Philippines occupées par le Japon, elle est interprétée par Ann Dvorak dans le film J'étais une espionne américaine sorti en 1951. Elle est également l'auteure de Manila Espionage, un livre qui raconte ses mémoires de guerre. En 1951, elle reçoit la Médaille de la Liberté.
La réalité du travail d'espionnage qu'a fourni Phillips est rapidement remise en question, plusieurs de ses déclarations et affirmations étant jugées "sans fondement". Cela n'a pas empêché qu'elle reçoive 1 349,21 $ en 1957 de la Cour des réclamations (en) en compensation de l'aide qu'elle avait fournie aux prisonniers de guerre américains et aux mouvements de résistance philippins.

## Biographie

### Jeunesse
Claire Maybelle Snyder naît le 2 décembre 1907 dans le Michigan. Elle est la fille de Jesse Edgar Snyder, un ingénieur maritime, et de son épouse Mable. La famille Snyder déménage à Portland (Oregon) alors que Claire n'est qu'une jeune enfant. Elle poursuit ses études à la Franklin High School (en) avant de quitter les cours pour rejoindre un cirque ambulant,,. Selon certaines sources, son nom de naissance aurait été Mabel Clara Dela Taste,.

### Entre-deux-guerres
Dans les années 1930, elle travaille dans des boîtes de nuit du nord-ouest des États-Unis et rejoint ensuite une société par actions spécialisée dans la musique qui produit des tournées en Asie de l'Est, notamment à Hong Kong (alors une colonie britannique) et à Manille (capitale des Philippines). Lors d'une tournée aux Philippines, elle fait la rencontre d'un marin philippin, Manuel Fuentes, dans une boîte de nuit où un concert avait lieu. Ils se marient, et de leur union naît une fille, Dian (plus tard américanisé en Diane) Claire. Le mariage ne dure pas longtemps, le couple divorce rapidement. Après sa rupture, elle retourne brièvement à Portland.
Avant le début de la guerre, Claire, alors dénommée Claire Fuentes, retourne aux Philippines où elle chante dans une boîte de nuit à Manille, et rencontre son futur mari, le sergent John V. Phillips du 31e régiment d'infanterie américain. Après le bombardement de Pearl Harbor, le couple suit l'armée américaine et part de Manille. Le 24 décembre 1941, ils se marient dans la jungle.

### Seconde Guerre mondiale
Peu après l'invasion des Philippines par l'armée impériale en décembre 1941, son mari est fait prisonnier au début de l'année 1942. Il meurt par la suite dans son camp de prisonniers, mais Phillips ne l'apprend pas tout de suite. Après la capitulation des forces américaines aux Philippines le 9 avril 1942, elle rejoint la résistance locale sur les conseils d'un soldat américain, le caporal John Boone (qui appartient également du 31e régiment d'infanterie).
Elle entame une collaboration avec une jeune danseuse philippine nommée Fely Corcuera, de qui Phillips obtient de faux papiers et se créé une nouvelle identité : elle est désormais une danseuse italienne d'origine philippine nommée Dorothy Clara Fuentes. Ensemble, les deux femmes créent un cabaret intitulé "Club Tsubaki", un club pour gentlemen qui gagne rapidement en popularité, surtout auprès des officiers japonais stationnés à Manille. Se servant du cabaret comme couverture, Phillips fait à présent partie du "réseau d'espionnage Miss U", obtenant des informations confidentielles auprès des militaires japonais fréquentant le club. Le réseau d'espionnage agit au profit de la résistance philippine. Certaines des informations qu'elle a collectées ont été transmises aux forces américaines dans le Pacifique et utilisées pour prédire et contrer les activités militaires japonaises.
En parallèle de sa carrière d'espionne, elle travaille intensivement aux côtés de Naomi Flores (en) et Margaret Utinsky (en) ainsi que des mouvements de guérilla anti-japonais afin de faire passer clandestinement de la nourriture, des médicaments, de l'équipement et des informations aux prisonniers de guerre du camp de Cabanatuan. Elle est surnommée "High Pockets" par ces prisonniers, dont le nom serait une description de sa technique de dissimulation de messages, cachés dans son soutien-gorge.
Le 23 mai 1944, Phillips est arrêtée le Kenpeitai (la police militaire japonaise) après qu'un des messagers du réseau clandestin ait été capturé, interrogé puis tué. Elle est emprisonnée à la prison de Bilibid,  tristement célèbre pour la violence qui y est exercée et le taux de mortalité très élevé, où elle est torturée pour obtenir des informations. Elle est retenue prisonnière à l'isolement pendant six mois et devait être exécutée pour espionnage. Cette peine fut commuée en douze ans de travaux forcés. En janvier 1945, lorsqu’elle est libérée par les forces américaines, elle était sur le point de mourir de faim.

### Véracité des propos et compensation financière
Après la Seconde Guerre mondiale, Phillips dépose une réclamation financière auprès de la Cour des réclamations des États-Unis, demandant 146 850 $ de compensation pour ses services en temps de guerre. Le tribunal rejette sa demande, déterminant qu'elle était "coupable de faux témoignage et de fraude". Une décision de justice rendue en 1957 estime que "beaucoup" de ses "déclarations et réclamations se sont révélées par la suite sans fondement". Malgré tout, son travail d'espionne reste prouvé, ce qui lui permet de toucher 1 349,21 $ pour l'aide qu'elle a fournie aux prisonniers de guerre américains et aux guérilleros philippins.

### Vie civile et carrière littéraire
Après la guerre, Phillips revient aux États-Unis avec sa fille Diane, d'où elle a écrit Manila Espionage, un mémoire sur ses expériences de guerre. Son histoire est adaptée au cinéma par le film hollywoodien J'étais une espionne américaine (1951), avec Ann Dvorak dans le rôle de Phillips. Phillips a été l'invitée d'un épisode de la série télévisée This Is Your Life (en) diffusé le 15 mars 1950,.
Sur recommandation du général Douglas MacArthur, elle reçoit la Médaille de la Liberté en 1951. Son activité d'espionne est saluée par une plaque commémorative située au Mémorial de la Seconde Guerre mondiale de l'Oregon (en).
Claire Phillips meurt des suites d'une méningite en 1960 à l'âge de 52 ans.